# سهره جنگلی لاپالما
سهره جنگلی لاپالما (نام علمی: Fringilla coelebs palmae) نام یک زیرگونه از گونه سهره جنگلی است.